# Ley de Lenguas de Aragón (2009)
Para la Ley de 2013, véase Ley de Lenguas de Aragón (2013)
La Ley de Lenguas de Aragón, oficialmente Ley 10/2009, de 22 de diciembre, de uso, protección y promoción de las lenguas propias de Aragón, fue una ley de Aragón (España) que regulaba las lenguas habladas en la comunidad autónoma, otorgando reconocimiento oficial al aragonés (también llamado altoaragonés)  y al catalán como lenguas propias, además de la oficialidad del castellano en todo el territorio.
La ley quedó derogada con la entrada en vigor de la nueva Ley de Lenguas el 24 de junio de 2013.

## Antecedentes
- El 10 de agosto de 1982: Ley Orgánica 8/1982 del Estatuto de Autonomía de Aragón
- El 1 de febrero de 1984: Declaración de Mequinenza, que daría origen al convenio entre el Gobierno de Aragón y el Ministerio de Educación y Ciencia para la implantación de la asignatura voluntaria de catalán en los municipios que desearan.
- El 30 de diciembre de 1996: Ley Orgánica 5/1996 de reforma del Estatuto de Autonomía de Aragón que modifica su artículo 7 pasando a disponer que Las lenguas y modalidades lingüísticas propias de Aragón disfrutarán de protección. Se garantizará su enseñanza y el derecho de los hablantes en la forma que establezca una Ley de las Cortes de Aragón para las zonas de utilización predonimante de aquellas.
- El 6 de noviembre de 1997: Dictamen de la Comisión especial de estudio sobre la política lingüística en Aragón que declara que en Aragón se hablan tres lenguas: castellano, aragonés y catalán, estas dos últimas «con sus distintas modalidades».[2]
- 10 de marzo de 1999: Ley 3/1999 del Patrimonio Cultural Aragonés que dispone en su artículo 4 que El aragonés y el catalán, lengues minoritarias de Aragón, en el ámbito de las cuales están comprendidas las diversas modalidades lingüísticas, son una riqueza cultural propia y serán especialmente protegidas por la Administración.
- 30 de enero de 2001: Dictamen de la Comisión Jurídica Asesora de Aragón. Concluye que «no es posible, desde el punto de vista de la adecuación a la constitucionalidad, regular mediante una ley ordinaria de Cortes de Aragón la oficialidad de unas lenguas distintas al castellano, ni tampoco otorgar mediante esa hipotética ley los efectos propios de la cooficialidad a la utilización de esas lenguas». Recordando asimismo que «las otras lenguas españolas podrán ser también oficiales, pero para ello es necesario un pronunciamiento específico en el propio Estatuto de Autonomía».[3]
- 13 de marzo de 2001: Anteproyecto de Ley de Lenguas de Aragón, que no llegaría a convertirse en proyecto de ley. En él se apostaba por la zonificación lingüística de Aragón en tres zonas, para lo cual se incluyó en el texto una relación de los municipios considerados aragonesparlantes y los considerados catalanoparlantes. A pesar de lo dictaminado meses antes por la Comisión Jurídica Asesora, el texto del anteproyecto establecía la cooficialidad de aragonés y catalán en sus respectivas zonas de predominio lingüístico.
- Año 2003: Encuesta de usos lingüísticos en las comarcas orientales de Aragón, llevada a cabo por el Instituto Aragonés de Estadística.[4]
- Año 2004: 'Estadística de Usos Lingüísticos en la "Franja de Aragón", realizada por la Generalidad de Cataluña[5]

## Aprobación
La ley fue aprobada con los votos de los partidos políticos PSOE y CHA, y con la oposición de PP y PAR, los cuales objetaban la denominación de catalán para designar a la lengua propia del Aragón Oriental, e IU, que criticaba que la redacción de la ley dejaba demasiado abiertas a la interpretación varias de las medidas previstas en la ley en favor del aragonés y el catalán.

## Contenido
Esta ley reconocía la existencia en Aragón de tres lenguas y el carácter del aragonés y del catalán como lenguas propias originales e históricas de Aragón sin declarar a dichas lenguas como cooficiales al no prever esta posibilidad el Estatuto de Autonomía de Aragón que únicamente considera lengua oficial al castellano.
Como instrumento de garantía de la pluralidad lingüística, la ley se servía del concepto zonificación lingüística, según la cual la comunidad quedaba dividida en cuatro zonas lingüísticas distintas:
- Una zona de utilización histórica predominante del aragonés, junto al castellano, en la zona norte de Aragón.
- Una zona de utilización histórica predominante del catalán, junto al castellano, en la zona este de Aragón.
- Una zona mixta de utilización histórica de aragonés y catalán, junto al castellano, en la zona nororiental de Aragón.
- Una zona de uso exclusivo del castellano con modalidades y variantes locales.

La ley previó la concreción territorial de estas zonas, así como la creación de un Consejo Superior de las Lenguas de Aragón, director de la política lingüística, una Academia de la Lengua Aragonesa y una Academia Aragonesa del Catalán como instituciones científicas oficiales que constituirían la autoridad lingüística del aragonés y del catalán en Aragón, respectivamente. Ninguno de dichos organismos llegó a ponerse en funcionamiento durante el periodo en que la ley estuvo vigente.
La ley otorgaba a los hablantes de las lenguas propias de Aragón diversos derechos en materia de enseñanza, antroponimia, facultad de dirigirse a las diversas administraciones en cualquier lengua propia de su zona, utilización en las administraciones locales, etc. Asimismo, la ley recogía la posibilidad de que las denominaciones oficiales de los topónimos de las zonas de predominio lingüístico aragonés y catalán pudieran ser en las lenguas propias de Aragón.

## Reacciones
La aprobación de la ley suscitó una serie de controversias políticas y sociales centradas principalmente en el reconocimiento del catalán como lengua propia de Aragón que la ley hacía. Tanto el PAR como el PP activaron sendas campañas en contra de la aprobación y despliegue normativo de la ley; en tanto que IU abogaba por el reconocimiento de derechos a los hablantes de las lenguas propias en todo el territorio aragonés, suprimiendo así la zonificación lingüística establecida.
El 18 de junio de 2010, los municipios del Aragón Oriental como Fayón, Fórnoles, Fraga, La Codoñera, La Fresneda, Lascuarre, Torre del Compte y Valderrobres, gobernados por el Partido Popular y por el Partido Aragonés, plantearon, pese al dictamen contrario del Consejo Consultivo de Aragón, un conflicto competencial contra distintos preceptos de la ley, por entender que les impone «el uso de la lengua catalana como lengua oficial de hecho, sin mediar la concurrencia de la voluntad del propio ente local ni tampoco declaración previa de cooficialidad en el Estatuto de Autonomía de Aragón». Este recurso fue inadmitido por el Tribunal Constitucional, que denegó asimismo la postulación de los ayuntamientos de Aguaviva, La Ginebrosa y Nonaspe.

## Reforma y derogación
Durante su discurso de investidura, el 13 de julio de 2011, la candidata a presidenta del Gobierno de Aragón, Luisa Fernanda Rudi, anunció que su Gobierno aprobaría «un proyecto de ley de reforma de la actual ley de lenguas, una reforma que al mismo tiempo que proteja y desarrolle el uso de las modalidades lingüísticas propias, derogue aquellos aspectos de la actual que imponen la denominada normalización del catalán y del aragonés».
En junio de 2012 se presentó el borrador de la nueva Ley de Lenguas, que contó con la oposición del Consejo Escolar de Aragón (siendo la primera vez en la historia que el Consejo se oponía a un proyecto del Gobierno). Entre otras cosas, el borrador unifica la Academia de la Lengua Aragonesa y la Academia Aragonesa del Catalán, entidades cuya constitución estaba prevista por la Ley de 2009, en la Academia Aragonesa de la Lengua, cuyas funciones serían las de asesorar al Gobierno autonómico aragonés y fijar las normas de uso de las lenguas y modalidades lingüísticas propias. El borrador también contempla la desaparición del Consejo Superior de las Lenguas de Aragón.
Finalmente, con la aprobación el 9 de mayo de 2013 de la nueva Ley de Lenguas y su entrada en vigor el 24 de junio de 2013 la Ley 10/2009 de Lenguas de Aragón quedó derogada.